# 指を鳴らせ!/Snap Your Fingers
『指を鳴らせ!/Snap Your Fingers』（ゆびをならせ スナップ・ユア・フィンガーズ）は、1981年11月21日にリリースされた、ARBの4枚目のスタジオ・アルバム。

## 収録曲
全編曲：ARB／全作詞：石橋凌／作曲：田中一郎（特記以外），石橋凌（4,7,8）　
1. イカレちまったぜ!!
2. 13番街のワル
3. I'm Jumping
4. HIP, SHAKE, HIP
5. 教会通りのロックン・ロール
6. STANDING ON THE STREET
7. PALL MALLに火をつけて
8. シティー・ギャング・シャッフル
9. Well, Well, Well
10. さらば相棒
8枚目のシングル